# Institut Català del Sòl
L'Institut Català del Sòl (INCASÒL) és un ens públic depenent del departament de Territori i Sostenibilitat de la Generalitat de Catalunya, creat el 16 de desembre de 1980 mitjançant la Llei 4/1980 del Parlament de Catalunya, com a organisme autònom de caràcter comercial, però l'any 2000, arran de la reforma introduïda per la Llei 4/2000, fou configurat com un ens públic. La seu es troba al carrer de Còrsega núm. 273 de Barcelona.
Té com a tasca principal la urbanització de sòl per activitats econòmiques, per usos residencials i la promoció d'habitatge protegit de la Generalitat de Catalunya. Actua concertadament amb el territori i ha format diversos Consorcis Urbanístics amb ajuntaments per al desenvolupament de la seva activitat de transformació de sòl. En destaquen els Consorci del Parc de l'Alba conegut internacionalment com a Barcelona Synchrotron Park, on hi ha ubicat el sincrotró Alba, a Cerdanyola, el parc aeroespacial i de la mobilitat Delta BCN a Viladecans, el Centre Direccional Prat Nord al Prat de Llobregat, Les Camposines amb vuit municipis de les Terres de l'Ebre, el de Rocarodona a Olvan o l'Eixample Nord a Vilanova i la Geltrú.
Així mateix, per encàrrec del govern realitza la rehabilitació del patrimoni històric. Actua d'acord amb un Pla Econòmic Financer d'inversió i finançament a partir dels objectius que li designa el Govern a través del seu Consell d'Administració. El règim de contractació està subjecte a les normes de la contractació pública.
Entre 2022 i 2024 fou dirigit per na Maria Sisternas Tusell. Fou cessada el juny de 2024 i substituïda per Agustí Serra.